# Andorra-Sierra de Arcos
Andorra-Sierra de Arcos es una comarca aragonesa (España) situada en el área nororiental de la provincia de Teruel. Su capital es Andorra.

## Municipios
La comarca engloba a los municipios de Alacón, Alloza, Andorra, Ariño, Crivillén, Ejulve, Estercuel, Gargallo y Oliete.

## Política
| Cargo      | Nombre                                | Ayuntamiento           | Partido Político |  |
| ---------- | ------------------------------------- | ---------------------- | ---------------- |  |
| Presidente | Manuel Alquézar Burillo               | Concejal de Andorra    | PP               |  |
| Secretario | Blanca Ruth Prieto Suárez-Bárcena     | -                      | -                |  |
| Vocal      | Joaquín Noe Serrano                   | Alcalde de Ariño       | PSOE             |  |
| Vocal      | Juan Andrés Ciércoles Bielsa          | Concejal de Andorra    | PAR              |  |
| Vocal      | Ovidio Ortín Albalate                 | Concejal de Ejulve     | PP               |  |
| Vocal      | Alberto Pérez Rodríguez               | Concejal de Andorra    | PP               |  |
| Vocal      | Carlos Abad Romeu                     | Concejal de Andorra    | PSOE             |  |
| Vocal      | Francisco Gregorio Villuendas Muniesa | Concejal de Ariño      | PP               |  |
| Vocal      | Higinio De la Iglesia Sánchez         | Concejal de Alloza     | PSOE             |  |
| Vocal      | José Antonio Masegosa Parra           | Concejal de Ariño      | PP               |  |
| Vocal      | José García Amaya                     | Concejal de Andorra    | IU               |  |
| Vocal      | José Manuel Salvador Minguillón       | Concejal de Ejulve     | CHA              |  |
| Vocal      | José María Sanz Burillo               | Concejal de Alloza     | PAR              |  |
| Vocal      | Manuel Fabián Vidal                   | Concejal de Estercuel  | PP               |  |
| Vocal      | Miguel Aranda Martín                  | Concejal de Alloza     | PP               |  |
| Vocal      | Miguel Ángel Ginés Villanueva         | Concejal de Andorra    | IU               |  |
| Vocal      | Pedro Joaquín Millán Campanales       | Concejal de Oliete     | PP               |  |
| Vocal      | Raúl Lázaro Lázaro                    | Concejal de Alacón     | PSOE             |  |
| Vocal      | Ángel Manuel Calzada Pradas           | Concejal de Oliete     | PSOE             |  |
| Vocal      | Ana Cristina Pérez García             | Concejala de Andorra   | IU               |  |
| Vocal      | Davinia Teresa Gallego Pérez          | Concejala de Andorra   | IU               |  |
| Vocal      | Deborah Martínez Montero              | Concejala de Andorra   | PSOE             |  |
| Vocal      | Esperanza Lázaro Blasco               | Concejala de Alacón    | PAR              |  |
| Vocal      | María José Serrano Calvo              | Concejala de Estercuel | PSOE             |  |
| Vocal      | Sofía Ciércoles Bielsa                | Alcaldesa de Andorra   | IU               |  |

| Elecciones 2011 |       |         |         |            |
| Partido         | Votos | % Votos | Electos | Consejeros |
| PP              | 1.867 | 28,82%  | 15      | 8          |
| PSOE            | 1.750 | 27,01%  | 22      | 7          |
| IU              | 1.597 | 24,65%  | 5       | 6          |
| PAR             | 854   | 13,18%  | 10      | 3          |
| CHA             | 283   | 4,37%   | 1       | 1          |
| CCA             | 117   | 1,81%   | 8       | 0          |
| DN              | 11    | 0,17%   | 0       | 0          |
| Total           | 6.479 | 100%    | 61      | 25         |

## Geografía
La comarca limita al norte con el Bajo Martín, al oeste con las Cuencas Mineras, al sur con el Maestrazgo y al este con el Bajo Aragón. La comarca se suele considerar parte del Bajo Aragón Histórico.
Parte de su territorio está ocupado por el Monumento natural de los Órganos de Montoro.

### Órganos de Montoro

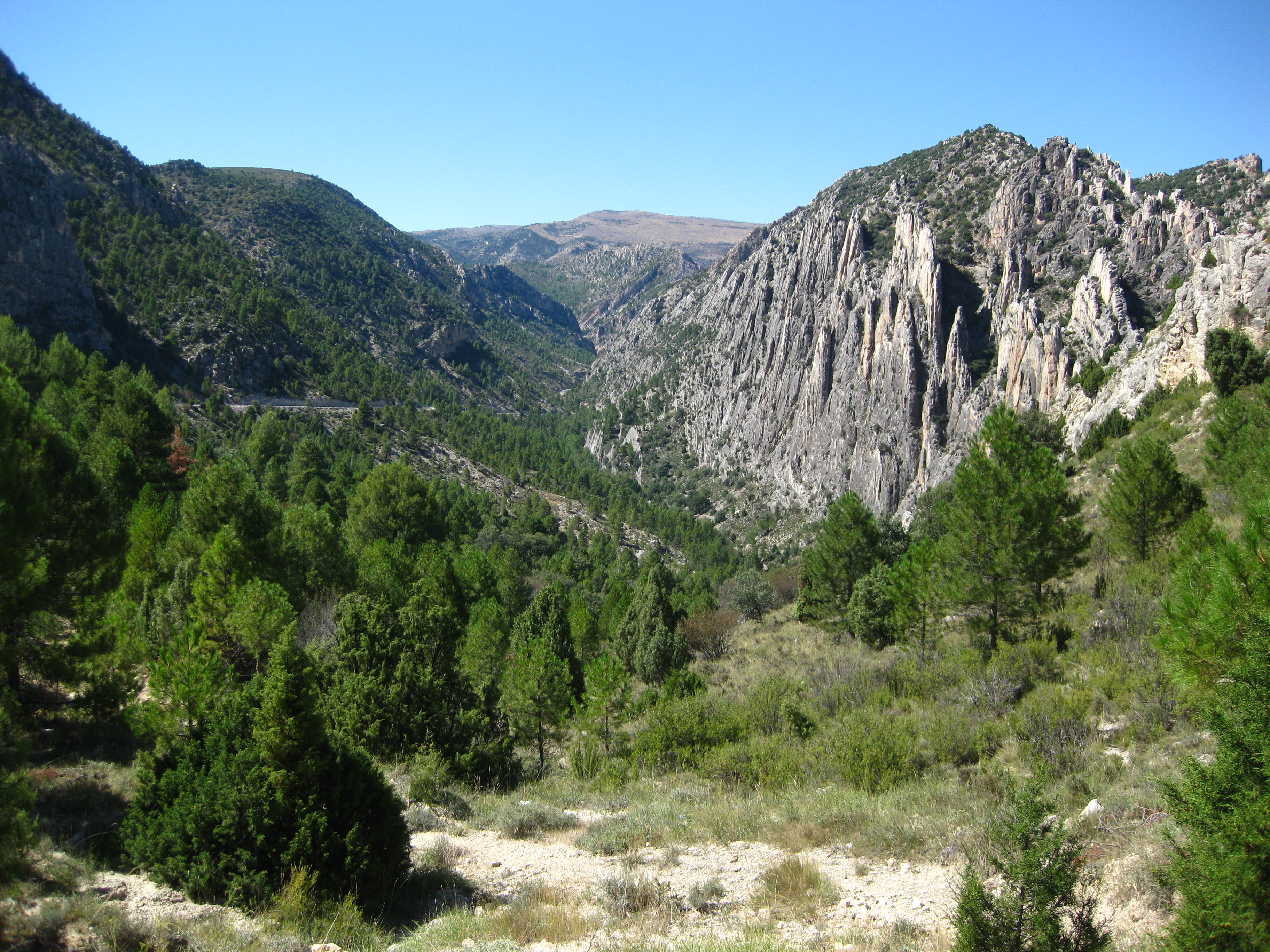
Los órganos de Montoro.

Se localiza entre los términos municipales de Villarluengo y Ejulve, comarcas de Maestrazgo y Andorra-Sierra de Arcos, provincia de Teruel.
Tiene una superficie de 187,60 ha. La altitud oscila entre 800 m s. n. m. en el río Guadalope y 1 183 en la peña de los Órganos.
El monumento natural fue declarado como tal el 19 de octubre de 2010.
Es también LIC y ZEPA.

## Historia
Por estas tierras anduvieron primero íberos, romanos y cartagineses y más tarde árabes antes de la reconquista. Esta sucesión de Pueblos y culturas ha dejado visible huella en los pueblos de la comarca.

### La comarca como institución
La ley de creación de la comarca es la 11/2002 del 14 de mayo de 2002. Se constituyó el 1 de julio de 2002. Las competencias le fueron traspasadas el 1 de octubre de 2002.

## Cultura
En Andorra, cerca del poblado de El Cabo, se construye actualmente un centro de interpretación sobre los íberos el cual acercará la cultura de este pueblo al visitante. No se trata del único yacimiento en la comarca ya que en Oliete se encuentra el poblado de El Palomar el cual dispone también de Centro de Interpretación.

## Economía
Su economía se basa principalmente en la minería y en los empleos generados por la Central térmica de Andorra, el cierre de la central se produjo el 30 de junio de 2020. También tiene cierta relevancia la industria agroalimentaria y de materiales para la construcción.

## Transporte
La comarca está comunicada por distintas vías. Una de Orden Nacional (N-211), así como una autonómica de Primer Orden (A-223) y 3 autonómicas de segundo Orden (A-1401, A-1402 y A-1702). Asimismo, la comarca se encuentra cercana a la N-232 (Zaragoza-Alcañiz-Vinaroz).

## Territorio y Población
Actualmente, y pese a hacerlo de forma lenta, mantiene un pequeño aumento de población. De 2007 a 2008 se incrementó un 1'8 % el censo, si bien en este aumento hay un contraste entre los municipios del norte de la comarca (el área más desarrollada), que crecieron en ese período un 2'1%, y los pueblos del sur (Crivillén, Gargallo, Estercuel y Ejulve), donde se produjo un balance negativo (-2'8%).
| Municipio | Extensión (km²) | % del total | Habitantes (2018) | Habitantes (2019) | Altitud (metros) | Distancia a/desde Andorra (km) |
| --------- | --------------- | ----------- | ----------------- | ----------------- | ---------------- | ------------------------------ |
| Alacón    | 47,50           | 7,04        | 264               | 252               | 702              | 29,20                          |
| Alloza    | 81,60           | 12,09       | 582               | 558               | 698              | 8,40                           |
| Andorra   | 141,36          | 20,94       | 7633              | 7472              | 714              | --                             |
| Ariño     | 81,93           | 12,14       | 708               | 724               | 536              | 17,40                          |
| Crivillén | 42,03           | 6,23        | 68                | 62                | 774              | 17,90                          |
| Ejulve    | 109,50          | 16,22       | 180               | 175               | 1.113            | 31,70                          |
| Estercuel | 55,21           | 8,18        | 210               | 203               | 829              | 31,90                          |
| Gargallo  | 29,97           | 4,44        | 89                | 93                | 941              | 25,20                          |
| Oliete    | 86              | 12,74       | 364               | 351               | 541              | 23,40                          |
| Total     | 675,1           |             | 10098             | 9890              |                  |                                |